# أنطونيو نوغويرا (لاعب كرة قدم)
أنطونيو نوغويرا هو لاعب كرة قدم برتغالي في مركز الوسط، ولد في 10 يوليو 1951 في لشبونة في البرتغال. شارك مع منتخب البرتغال لكرة القدم. أما مع النوادي، فقد لعب مع أتليتيكو كلوب دي برتغال وسبورتينغ براغا وسبورتينغ لشبونة ونادي بوافيشتا ونادي بيلينينسش.

## وصلات خارجية
- أنطونيو نوغويرا (لاعب كرة قدم) على موقع قاعدة بيانات كرة القدم.إي يو (الإنجليزية)
- أنطونيو نوغويرا (لاعب كرة قدم) على موقع ناشيونال فوتبول تيمز (الإنجليزية)
- أنطونيو نوغويرا (لاعب كرة قدم) على موقع عالم كرة القدم.نت (الإنجليزية)